# Kebehsenuf
| W15 | sn | sn | sn | f |

| W15 | sn | sn | sn | f |

Kebehsenuf (egip. Ḳbḥ-sn.w⸗f, dosł. „Ochłoda Jego Braci”)  – w mitologii egipskiej opiekuńcze bóstwo pogrzebowe, jeden z synów Horusa.
Od czasów Nowego Państwa przedstawiany jako człowiek z głową sokoła (podobnie jak Horus, Re, Montu czy Sokaris). W urnie kanopskiej z jego wyobrażeniem przechowywano jelita zmumifikowanego człowieka. Ośrodkiem jego kultu było Hierakonpolis.